# Дюже, Антуан Луи
Антуан Луи Дюже (фр. Antoine Louis Dugès; 19 декабря 1797, Шарлевиль-Мезьер, Шампань — Арденны – 1 мая 1838, Монпелье, Франция) — французский врач-акушер и естествоиспытатель. Педагог, профессор патологии.

## Биография
Изучал медицину в Париже. В 1820 году начал работать прозектором. В 1825 году получил учёную степень агреже, и вскоре после этого был назначен преподавателем акушерства, позже — профессор медицинского факультета университета Монпелье. 
В 1825 году дописал и издал учебник по акушерству, начатый его тётей, знаменитой акушеркой Марией-Луизой Лашапель, Manuel d'obstétrique, который позже несколько раз переиздавался.  
Антуан Луи Дюже получил известность в научном мире своими исследованиями над пауками и клещами, над развитием лягушкообразных амфибий и сравнением конечностей позвоночных. Как зоолог, занимался остеологическими и миологическими исследования земноводных. 
В 1838 он издал фундаментальную работу по сравнительной физиологии Traité de physiologie comparée.
Был членом нескольких научных обществ, включая Парижскую медицинскую академию (Académie de Médecine), Французскую академию наук (Académie des sciences de Paris) и Берлинскую АН. 
В честь него названо семейство Dugesiidae подотряда Триклады.
Он был отцом зоолога Альфредо Дугеса (1826–1910).

## Избранные труды
- Essai sur la nature de la fièvre, 1823
- Manuel d'obstétrique, 1826
- Discours sur les causes et le traitement des difformités du rachis, 1827
- Исследования по остеологии и миологии амфибий в разном возрасте / A. Dugès, 1830
- Mémoire sur la conformité organique dans l'échelle animale, 1832
- Recherches sur l'ostéologie et la myologie des batraciens à leurs différens âges, 1834
- Recherches sur l'ordre des Acariens en général et la famille des Trombidées en particulier, 1834
- Traité de physiologie comparée, 1838
- Physiologie comparée, 1838—1839.
- Трактат о сравнительной физиологии человека и животных / Ant. Dugès, 1838-1839